# Estación de Estrecho

Ampliación de la red que incluía la estación de Estrecho.

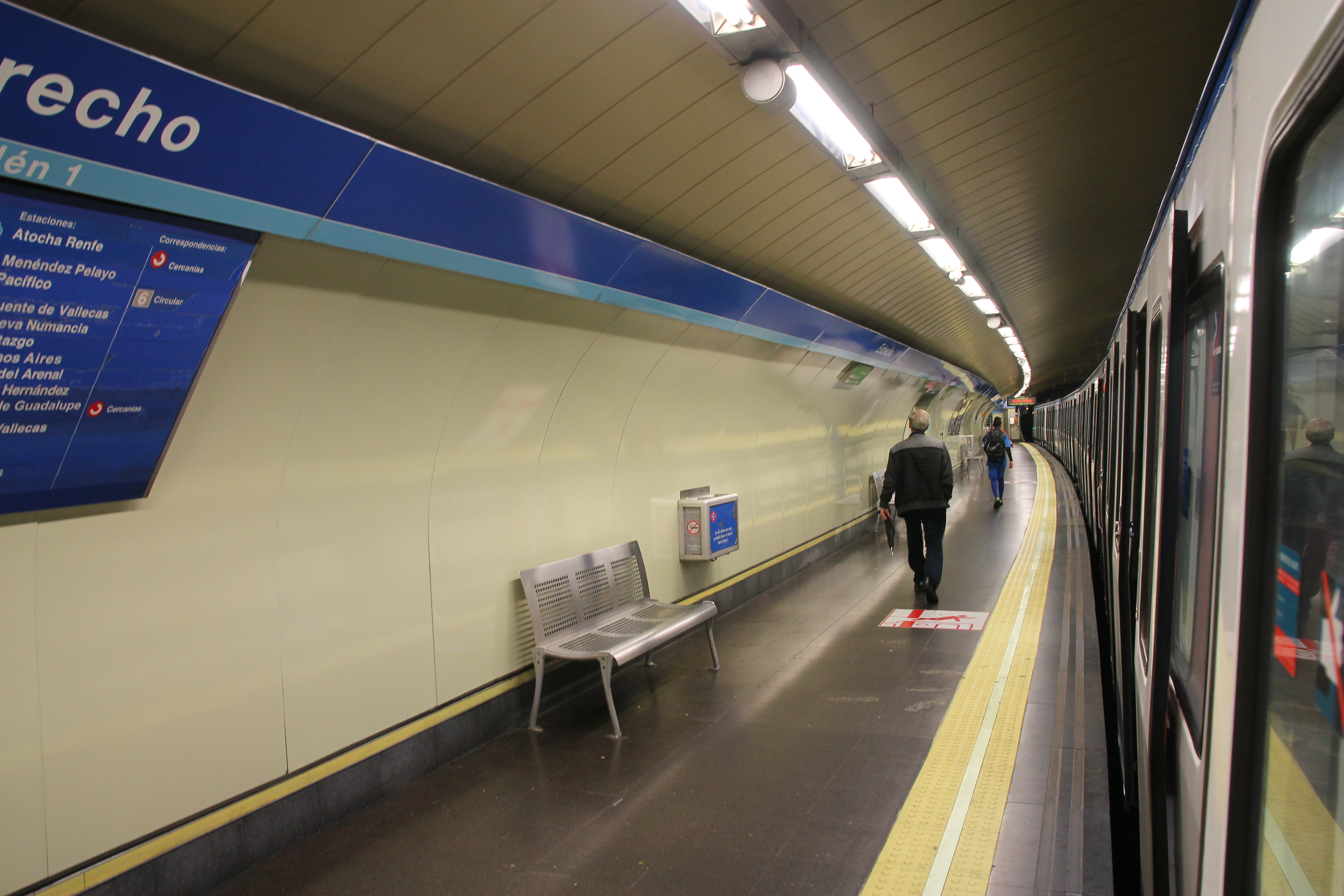
Andén de la estación

Estrecho es una estación de la línea 1 del Metro de Madrid (España) situada bajo la confluencia de las calles Bravo Murillo y Francos Rodríguez, en el distrito de Tetuán.
Toma su nombre del nombre popular del barrio en el que se sitúa, llamado así en honor al Estrecho de Gibraltar que separa España de Marruecos, antiguo protectorado español.

## Historia
La estación se abrió al público el 6 de marzo de 1929, en la prolongación de la línea 1 al entonces barrio de Tetuán de las Victorias. A lo largo de los años 60 se reformó para ampliar los andenes de 60 a 90 m.
Desde el 3 de julio de 2016, la estación permaneció cerrada por obras de mejora de las instalaciones en la línea 1 entre las estaciones de Plaza de Castilla y Sierra de Guadalupe. La finalización de las obras estaba prevista para el 12 de noviembre de 2016, sin embargo, la estación fue reabierta el 14 de septiembre, al finalizarse los trabajos y restablecerse el servicio en los tramos Plaza de Castilla-Cuatro Caminos y Alto del Arenal-Sierra de Guadalupe. En estos dos tramos, los trabajos realizados consistieron en la limpieza y consolidación del túnel, la instalación de la catenaria rígida y el montaje del resto de instalaciones y servicios.
El 1 de abril de 2017 se eliminó el horario especial de todos los vestíbulos que cerraban a las 21:40 y la inexistencia de personal en dichos vestíbulos.

## Accesos
Vestíbulo Juan de Olías
- Juan de Olías C/ Bravo Murillo, 170 (semiesquina C/ Juan de Olías)
- Navarra C/ Bravo Murillo, 181 (esquina C/ Navarra)

Vestíbulo Fulgencio de Miguel
- Fulgencio de Miguel C/ Bravo Murillo, 205 (próximo a C/ Fulgencio de Miguel)
- Manuel Luna C/ Bravo Murillo, 194 (semiesquina C/ Manuel Luna)

## Líneas y conexiones

### Metro
| << cabecera        | < estación | línea | estación > | cabecera >> |
| ------------------ | ---------- | ----- | ---------- | ----------- |
| Pinar de Chamartín | Tetuán     |       | Alvarado   | Valdecarros |

### Autobuses
| Diurnos   |                    |                                          |
| Línea     | Destino            | Parada                                   |
| 64        | Pitis              | 1571 ESTRECHO (C/ Bravo Murillo, 192)    |
| 66        | Fuencarral         | 1571 ESTRECHO (C/ Bravo Murillo, 192)    |
| 124       | Lacoma             | 1571 ESTRECHO (C/ Bravo Murillo, 192)    |
| 126       | Nuevos Ministerios | 1571 ESTRECHO (C/ Bravo Murillo, 192)    |
| 128       | Barrio del Pilar   | 1571 ESTRECHO (C/ Bravo Murillo, 192)    |
| 64        | Cuatro Caminos     | 1599 ESTRECHO (C/ Francos Rodríguez)     |
| 128       | Cuatro Caminos     | 1599 ESTRECHO (C/ Francos Rodríguez)     |
| 3         | Puerta de Toledo   | 1859 ESTRECHO (C/ Bravo Murillo, 195)    |
| 66        | Cuatro Caminos     | 1859 ESTRECHO (C/ Bravo Murillo, 195)    |
| 124       | Cuatro Caminos     | 1859 ESTRECHO (C/ Bravo Murillo, 195)    |
| 3         | San Amaro          | 1860 ESTRECHO (C/ Ávila frente al N.º 7) |
| 43        | Felipe II          | 1860 ESTRECHO (C/ Ávila frente al N.º 7) |
| Nocturnos |                    |                                          |
| Línea     | Destino            | Parada                                   |
| N23       | Montecarmelo       | 1571 ESTRECHO (C/ Bravo Murillo, 192)    |
| N23       | Cibeles            | 1859 ESTRECHO (C/ Bravo Murillo, 195)    |